# Авут Денг
Авут Денг Ацуил (енгл. Awut Deng Acuil) је министарка рада и јавних услуга Влади Јужног Судана. На позицију је постављена 10. јула 2011. од стране председника државе и премијера Салве Кира Мајардита. Мандат министарке је у трајању од пет година.